# Pseudonectria buxi
Espèce
Pseudonectria buxi est une espèce de champignons ascomycètes de la famille des Nectriaceae d'origine inconnue.
C'est la forme sexuée (téléomorphe) d'un champignon phytopathogène qui parasite quelques espèces de buis (genre Buxus), notamment Buxus sempervirens, provoquant chez les variétés sensibles la maladie dite du « dépérissement du buis » (symptômes de dépérissement des feuilles et des rameaux).
Cette espèce est fréquemment associée à Cylindrocladium buxicola chez les buis atteints de dépérissement.

## Synonymes
Selon Index Fungorum (11 août 2015) :
- Chaetodochium buxi (DC.) Höhn. (1932)
- Chaetostroma buxi (DC.) Corda (1838)
- Hypolyssus fulvus (Fr.) Kuntze (1898)
- Hypomyces fulvus (Fr.) Sacc. (1883)
- Lasionectria fulva (Fr.) Cooke (1884)
- Lasionectria rousseliana (Mont.) Cooke (1884)
- Nectria rousseliana Mont. (1851)
- Nectria rousseliana var. viridis Berk. & Broome (1859)
- Nectriella rousseliana (Mont.) Sacc.  (1883)
- Nectriella rousseliana f. fulva (Fr.) Sacc. (1883)
- Notarisiella rousseliana (Mont.) Sacc. ex Clem. & Shear (1931)
- Pseudonectria rousseliana (Mont.) Wollenw. (1931)
- Psilonia buxi (DC.) Fr. (1832)
- Sphaeria fulva Fr. (1828)
- Stigmatea rousseliana (Mont.) Fuckel (1870) [1869-70]
- Tubercularia buxi DC. (1815)
- Volutella buxi (DC.) Berk. (1850)
- Volutella buxi f. rusci Sacc. (1882)